# Laguna Los Batros
Laguna Los Batros är en sjö i Chile.   Den ligger i regionen Región del Biobío, i den södra delen av landet, 600 km sydväst om huvudstaden Santiago de Chile. Laguna Los Batros ligger 20 meter över havet. Arean är 0,30 kvadratkilometer. Den sträcker sig 0,5 kilometer i nord-sydlig riktning, och 1,2 kilometer i öst-västlig riktning.
I omgivningarna runt Laguna Los Batros växer i huvudsak städsegrön lövskog. Runt Laguna Los Batros är det glesbefolkat, med 9 invånare per kvadratkilometer.